# Łaznów (gmina)
Łaznów (od 1953 Rokiciny) – dawna gmina wiejska istniejąca do 1953 roku w woj. łódzkim. Siedzibą władz gminy był Łaznów, a następnie Rokiciny.
W okresie międzywojennym gmina Łaznów należała do powiatu brzezińskiego w woj. łódzkim. Po wojnie gmina zachowała przynależność administracyjną. Według stanu z 1 lipca 1952 roku gmina Łaznów składała się z 6 gromad: Łaznów, Łaznów kol., Michałów, Popielawy, Rokiciny i Rokiciny kol..
21 września 1953 roku jednostka o nazwie gmina Łaznów została zniesiona przez przemianowanie na gminę Rokiciny.